# Стальной кулак
«Стальной кулак» — австралийский кинофильм-боевик 1995 года. Премьера в США состоялась 26 декабря 1995 года.

## Сюжет
Фрэнк Торренс – владелец развлекательного заведения. Но его бизнес не даёт покоя наркомафии. Пытаясь уйти от её влияния, Фрэнк терпит неудачу. Загнанный в угол, он стоит перед трудным выбором: либо оставить свой бизнес, либо  взять ситуацию в свои руки и силой заставить мафию отступить.

## В ролях
| Актёр         | Роль             |
| ------------- | ---------------- |
| Ричард Нортон | Фрэнк Торренс    |
| Кэти Лонг     | Лиза Круз        |
| Джейн Бэдлер  | Сэнди Торренс    |
| Роберт Брюс   | детектив Декстер |
| Питер Линдсей | Гарри Хардвей    |